# Hypercam
 (juillet 2012).
HyperCam est un logiciel de vidéographie (screencasting). Il capte l'image sur un écran Windows et l'enregistre dans un fichier AVI (Audio Video Interleaved). HyperCam enregistre aussi tous les sons (sorties). Le son du microphone peut également être enregistré.
HyperCam est principalement destiné à créer des présentations de logiciels, de tutoriels, de démonstrations, de soluces, et d'autres tâches où vous voulez montrer ce qui apparaît sur un écran d'ordinateur. Depuis la version 3.0, HyperCam inclut un éditeur intégré pour couper et fusionner les fichiers AVI capturés.
La version gratuite d'HyperCam applique un filigrane numérique dans le coin supérieur gauche de chaque fichier enregistré et demandera à l'utilisateur d'acheter le produit à chaque démarrage. L'achat, au coût  de 39,95 $, élimine ce filigrane.
Hyperionics a maintenant fait d'HyperCam 2 un logiciel à téléchargement permanent libre. Il a maintenant une licence gratuite pour un usage dans le monde entier.

### Autres Liens
- Site officiel d'HyperCam 3
- Site officiel d'HyperCam 2
- HyperCam Support (forum)